# Менард (округ, Иллинойс)
Мена́рд (англ. Menard County) — округ в штате Иллинойс, США. По данным переписи 2010 года численность населения округа составила 12705 чел., по сравнению с переписью 2000 года оно увеличилось на 1,8 %. Окружной центр округа Менард — город Питерсберг.

## История
Округ Менард сформирован из округа Сангамон в 1839 году. Назван в честь Пьера Менарда, первого вице-губернатора штата Иллинойс.

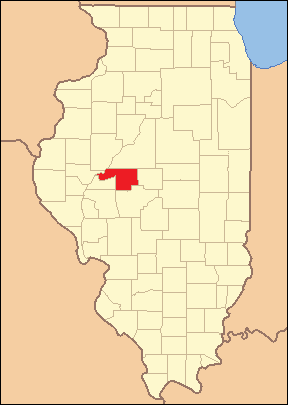
Территория округа после его формирования в 1839 году и до 1841 года
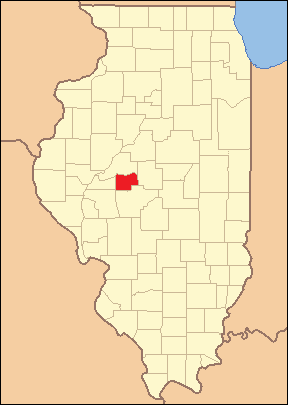
Территория округа с 1841 года и по сей день

## География
Общая площадь округа — 817,0 км² (315,46 миль²), из которых 814,4 км² (314,44 миль²), или 99,68 % суши, и 2,6 км² (1,02 миль²), или 0,32 % водной поверхности.

### Климат
Округ находится в зоне влажного континентального климата. Температура варьируется в среднем от минимальных -8 °C в январе до максимальных 31 °C в июле. Рекордно низкая температура была зафиксирована в феврале 1905 года и составила -31 °C, а рекордно высокая температура была зарегистрирована в июле 1954 года и составила 44 °C. Среднемесячное количество осадков — от 41 мм в январе до 103 мм в июле.

### Соседние округа
Округ Менард граничит с округами:
- Мейсон — на севере
- Логан — на востоке
- Сангамон — на юге
- Касс — западе

### Основные автомагистрали
| Автомагистраль      | Длина     | Начальный пункт | Конечный пункт | Год образования |
| ------------------- | --------- | --------------- | -------------- | --------------- |
| Трасса Illinois-29  | 282,21 км | Пана            | Спринг-Вэлли   | 1918            |
| Трасса Illinois-97  | 168,06 км | Спрингфилд      | Ноксвилл       | 1937            |
| Трасса Illinois-123 | 54,27 км  | Плезант-Плейнс  | Уильямсвилл    | 1924            |

## Населённые пункты
| Населённый пункт | Статус         | Год основания | Площадь  | Население (2010) |
| ---------------- | -------------- | ------------- | -------- | ---------------- |
| Атенс            | город          |               | 4,4 км²  | 1988 чел.        |
| Гринвью          | деревня        |               | 2,2 км²  | 778 чел.         |
| Окфорд           | деревня        |               | 0,65 км² | 286 чел.         |
| Петербург        | окружной центр | 1833          | 4,0 км²  | 2260 чел.        |
| Таллула          | деревня        | 1857          | 1,4 км²  | 488 чел.         |

## Демография
По данным переписи населения 2000 года, численность населения в округе составила 12 486 человек, насчитывалось 4873 домовладения и 3552 семьи. Средняя плотность населения была 15 чел./км².
Распределение населения по расовому признаку:
- белые — 97,84 %
  - немецкого происхождения — 32,6 %
  - английского происхождения — 15,0 %
  - ирландского происхождения — 10,1 %
- афроамериканцы — 0,38 %
- коренные американцы — 0,22 %
- азиаты — 0,17 %
- латиноамериканцы — 0,75 % и др.

Из 4873 домовладений в 36,1 % были дети в возрасте до 18 лет, проживающие вместе с родителями, в 60,7 % — супружеские пары, живущие вместе, в 9,1 % — матери-одиночки, а 27,1 % не имели семьи. 23,8 % всех домовладений состояли из отдельных лиц и в 10,3 % из них проживали одинокие люди в возрасте 65 лет и старше. Средний размер домовладения — 2,52 человек, а средний размер семьи — 2,99.
Распределение населения по возрасту:
- до 18 лет — 26,5 %
- от 18 до 24 лет — 6,8 %
- от 25 до 44 лет — 28,9 %
- от 45 до 64 лет — 24,6 %
- от 65 лет — 13,2 %

Средний возраст составил 38 лет. На каждые 100 женщин приходилось 96,2 мужчин. На каждые 100 женщин возрастом 18 лет и старше приходились 92,0 мужчины.
Средний доход на домовладение — $ 46 596, на семью — $ 52 995. Средний доход мужчин — $ 36 870 против $ 27 010 у женщин. Доход на душу населения в округе — $ 21 584. Около 6,1 % семей и 8,2 % населения находились ниже черты бедности, в том числе 12,5 % из них моложе 18 лет и 6,0 % в возрасте 65 лет и старше.